# مايكروسوفت أوفيس 2019
مايكروسوفت أوفيس 2019 (بالإنجليزية: Microsoft Office 2019)‏ هي نسخة من الحزمة المكتبية مايكروسوفت أوفيس. يسبقها مايكروسوفت أوفيس 2016. أعلنت في سبتمبر 2016 في Microsoft Ignite) . وصدر في الأول من تشرين الأول/ أكتوبر 2018.
في مايكروسوفت أوفيس 2019، تم توفير بعض الميزات التي كانت تقتصر على المشتركين في مايكروسوفت أوفيس 365. في 27 نيسان/ أبريل عام 2018، أصدر مايكروسوفت إصدارا له لويندوز 10 وفي 12 يونيو / حزيران 2018، أصدرت إصدارا لماك.

## الميزات الجديدة
شمل مايكروسوفت أوفيس كافة ميزات مايكروسوفت أوفيس 365، بالإضافة إلى تحسين التحبير و ميزات الرسوم المتحركة في مايكروسوفت باوربوينت بما في ذلك المقطع التكبيري والصيغ البيانية في مايكروسوفت إكسل لتحليل البيانات. سيتقاعد وان نوت من ابتداءً في مايكروسوفت أوفيس 2019.مع ذلك، يمكن تثبيت وان نوت 2016 مع ميزة اختيارية على المكتب المثبت ولكن سيبقى ذلك محصورا على أجهزة الكمبيوتر المكتبية. وفي المستقبل سوف تكون حزمة مكتب عالمية متوفرة على نظام التشغيل ويندوز 10.
 أما مستخدمو ماك، تم تقديمهم الخرائط إلى 2D وتقديم إكسيل جديدة ودعم SVG و4K كما أن فيديوهات الصادرات ستكون قادمة إلى باوربوينت، وسط عدة الميزات الأخرى.
سيعمل مايكروسوفت أوفيس 2019 على ويندوز 10، ويندوز سيرفر 2016 و ماك فقط. وبالإضافة إلى ذلك، لن يحصل مايكروسوفت أوفيس 2019 على 10 سنوات من الدعم مثل معظم الإصدارات السابقة بل سيحصل فقط على 5 سنوات من الدعم العادي، وسنتين من الدعم المقدم.

## تقنية الثتبيث
في مايكروسوفت أوفيس 2013 ومايكروسوفت أوفيس 2016، هناك طبعات مختلفة تحتوي على تطبيقات العميل المتاحة في كلا الحالتين. يتم التتثبث عبر النقر لتشغيل Microsoft App-V أو التتبيث بالطريقة التقليدية (مثبث ويندوز).
ولكن في مايكروسوفت أوفيس 2019، أعلنت شركة مايكروسوفت أن تطبيقات العميل سوف تتم فقط عبر النقر لتشغيل المثبت، ملقم التطبيقات التقليدية (MSI).

كما هو الحال مع مايكروسوفت أوفيس 2016، تطبيقات مايكروسوفت أوفيس 2019 متاحة أيضا للتثبيت من خلال تطبيق متجر ويندوز. أما مستخدمو ماك فيمكنهم الحصول عليه من موقع مايكروسوفت.

## وصلات خارجية
- الموقع الرسمي